# Montehermoso
Montehermoso és un municipi de la província de Càceres, a la seva part septentrional, i amb una població de 5.668 habitants (INE 2006). Va ser fundada el segle xiii. Hi ha una església del segle xvi.

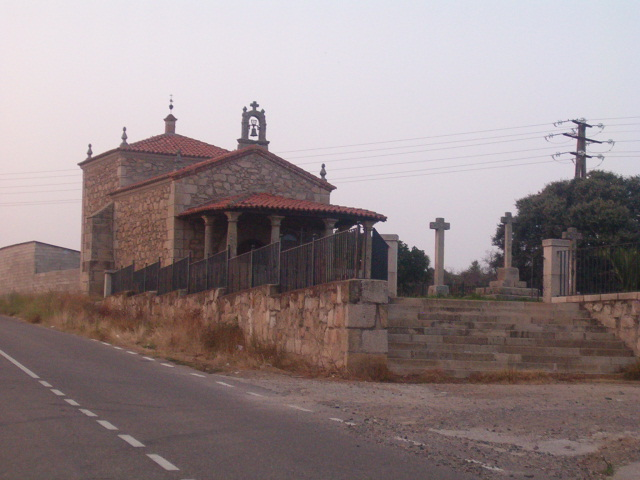
Ermita de San Antonio.